# Зиґмунт Чижовський
Зиґмунт Чижовський, (герб Топор; помер 1667) — єпископ Луцький Римсько-Католицької Церкви, секретар Владислава IV Вази.

## Життєпис
Єпископ Плоцький та титулярний єпископ Лакедемонський (1655-1664), єпархіальний єпископ Кам'янецький (1664-1666).
У 1666 призначений єпархіальним єпископом Луцьким.
Помер перед інгресом (першою урочистою месою, яку відправляє у своїй дієцезії нововисвячений єпископ).